# 千臂千钵文殊菩萨
千臂千钵文殊菩萨，全称千臂千钵千释迦文殊师利菩萨，是文殊菩萨的一种形象，出自《大乘瑜伽金刚性海曼殊室利千臂千钵大教王经》。千臂千钵文殊菩萨共一千只手，每只手各托着一个钵，钵中各显现出一尊释迦牟尼佛。其形象与千手千眼观世音菩萨近似。
在山西省太原市的崇善寺、五台山的显通寺供奉有千臂千钵文殊菩萨。

## 图库

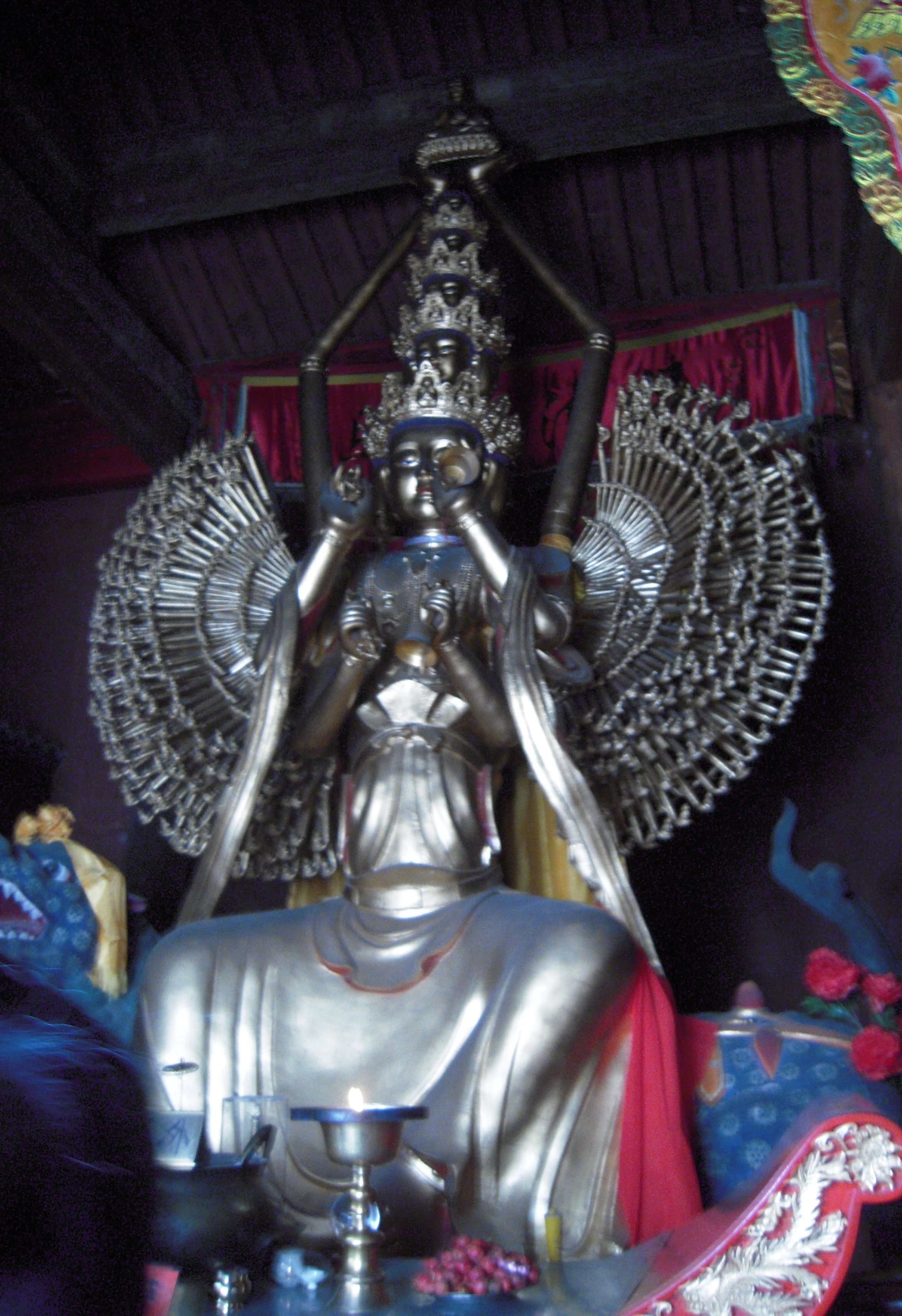
五台山显通寺的千臂千钵文殊菩萨像
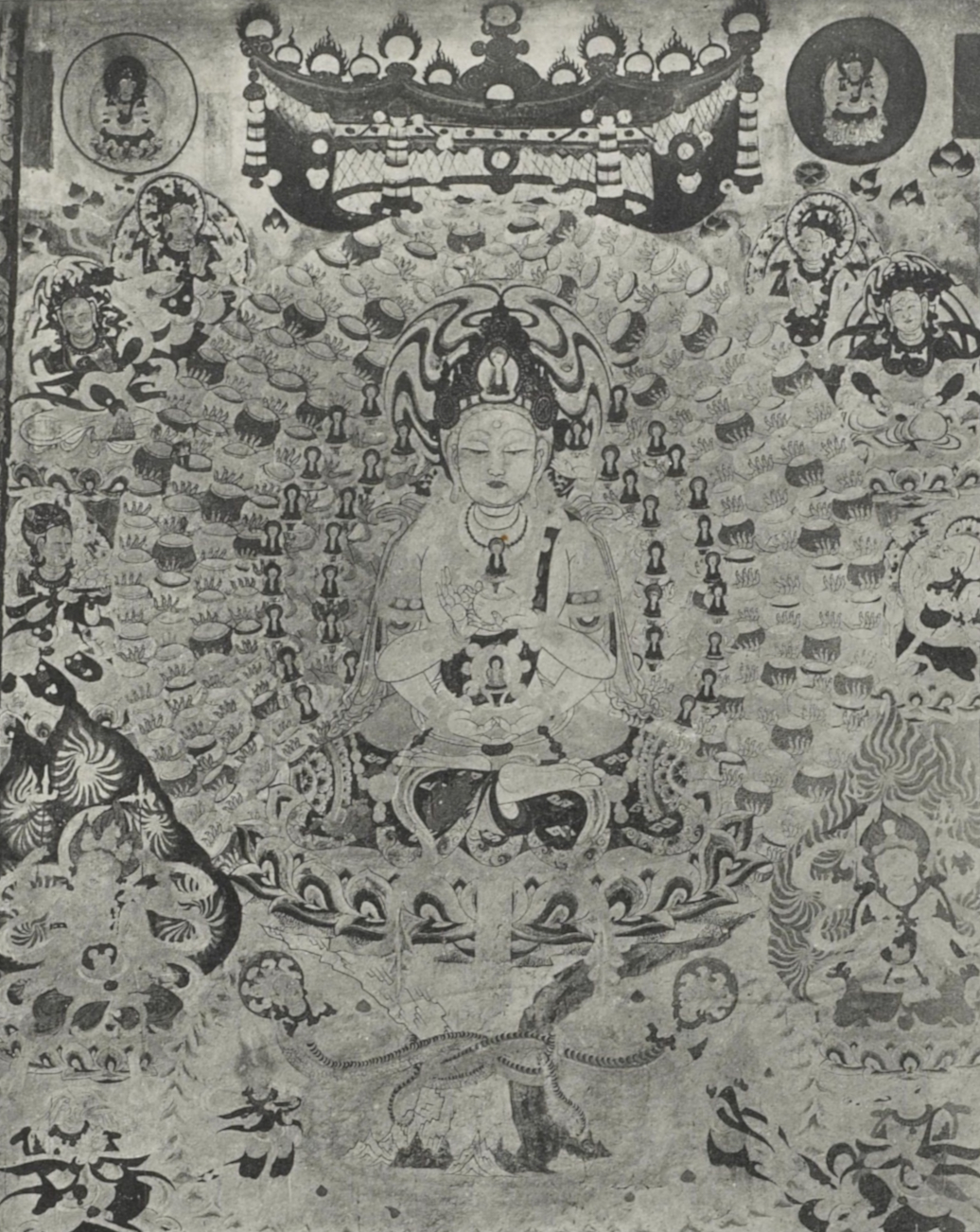
敦煌莫高窟第144窟内的千臂千钵文殊菩萨壁画，1908年伯希和摄